# Bolenga
La bolenga (Echium italicum L.) és una espècie pertanyent a la família de les boraginàcies que prolifera en llocs rocosos i herbacis a la zona del Mediterrani és una espècie pràcticament desconeguda. És una planta que arriba als 100-150 cm d'alçada i que forma una roseta erecta esplèndida densament estarrufada, amb fulles de color gris-verdes en forma de piràmide simètrica en les branques horitzontals amb una aroma deliciós, les flors de color rosa. Creixen a partir de juny fins a octubre, és particularment espectacular al juliol.
L'espècie comprèn tres subespècies:
- Echium italicum subsp. cantabricum Laínz. Endèmic de la província de Palència. És un tàxon vulnerable, localitzat a les orles herbàcies, a l'entorn dels prats de dall del port de Piedrasluengas. El Parc Natural de las Fuentes Carrionas y Fuente Cobre-Montaña Palentina protegeix a aquesta subespècie. La "vivorera blava de Piedrasluengas", com se la coneix, es troba en el Catàleg de Flora Amenaçada. .[3]
- Echium italicum subsp. pyrenaicum Laínz (sin.: Echium asperrimum)[4]
- Echium italicum subsp. italicum L.

Aquestes dues últimes subespècies són natives de la regió de la Mediterrània. A Espanya habiten les Illes Balears, Catalunya i la província d'Alacant. Proliferen als camps incultes, vores de camins, etc. Són herbes biennals, tenen una roseta de fulles lanceolades bastant gran, prop de 40 cm, de llarg, molt aspra al tacte. Es caracteritzen sobretot per la seva inflorescència que és alta, erecta, amb forma cilíndrica, està coberta per pèls rígids punxosos, les flors són blanques d'1 cm de llarg aproximadament. La subespècie pyrenaicum es diferencia perquè té una inflorescència més o menys cònica i té flors rosades. Quan estan en flor les inflorescències sobresurten entre la resta d'herbes dels camps, pel que són molt fàcils de reconèixer. Floreixen al mes de maig i juny.